# 南蓮園池
南蓮園池（英語：Nan Lian Garden）位於香港九龍黃大仙區鑽石山元嶺鳳德道60號，為康樂及文化事務署轄下公園，以每年1港元的象徵式費用委託志蓮淨苑管理、營運和保育公園。公園由志蓮淨苑設計、監督及日常保養。公園佔地約35,000平方米，以唐代園池為建築藍本，於2003年動工，於2006年11月14日由香港行政長官曾蔭權聯同香港佛教聯會會長釋覺光長老主持開幕典禮，並於同月15日正式開放，每日自上午7時開放至晚上9時。
南蓮園池的所在地原為木屋區，因香港政府在1988年5月興建大老山隧道而清拆，並擬作休憩用途。市政局計劃將該地闢為斧山公園，並配合鄰近的志蓮淨苑作仿唐公園的設計，然而原先由建築署提出的園林設計與志蓮淨苑格格不入，工程的設計、建造及監督其後交由志蓮淨苑負責，並在落成後營運公園，而擁有權全歸政府。
斧山公園第一期－「東蓮園」和「西蓮園」於2000年落成，但第二期的南蓮園池工程則由於市政局及市政總署於1999年一併解散，加上香港政府當時面臨龐大財政赤字而受到延誤，預定地一直被空置。同時，志蓮淨苑兩次提交的設計方案，造價均遠高於政府預算，建造方案被多次修改。南蓮園池最終於2003年動工，總造價為2.45億元，政府承包其中1.77億元，餘下由志蓮淨苑捐建。

## 設計概念

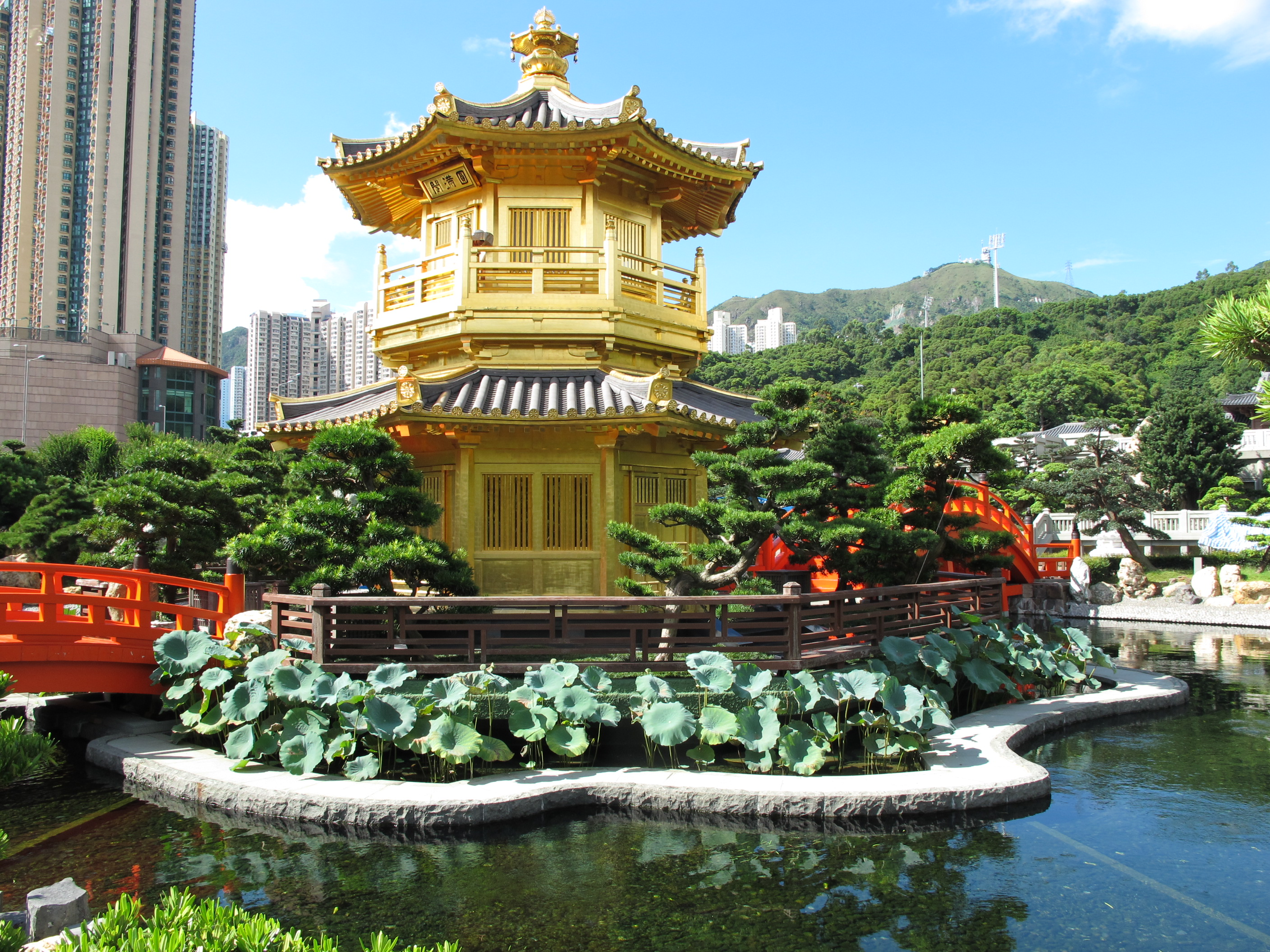
圓滿閣

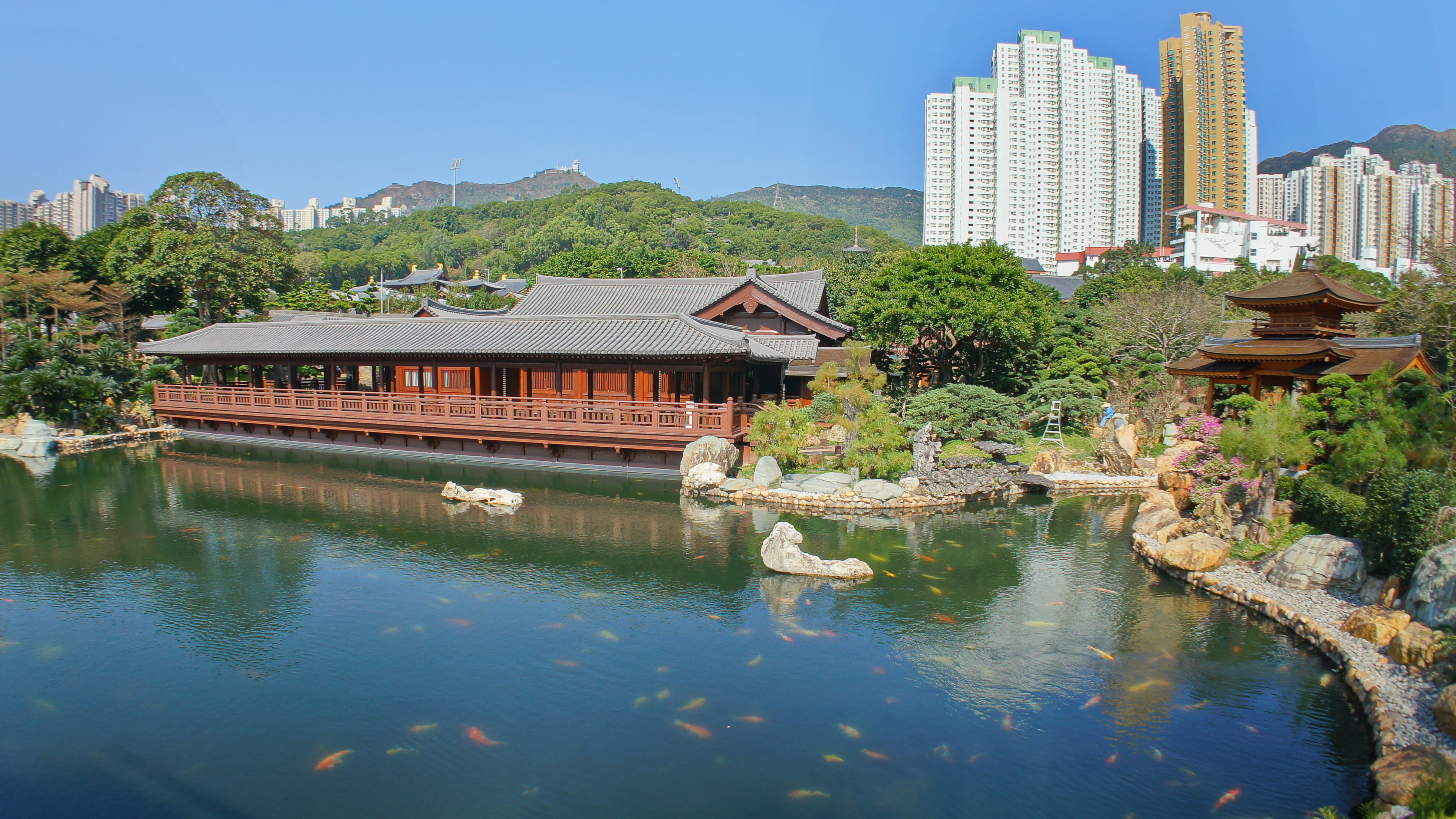
從位於蒼塘南岸的水月台北望松茶榭，鶴島和龜島佇立塘中

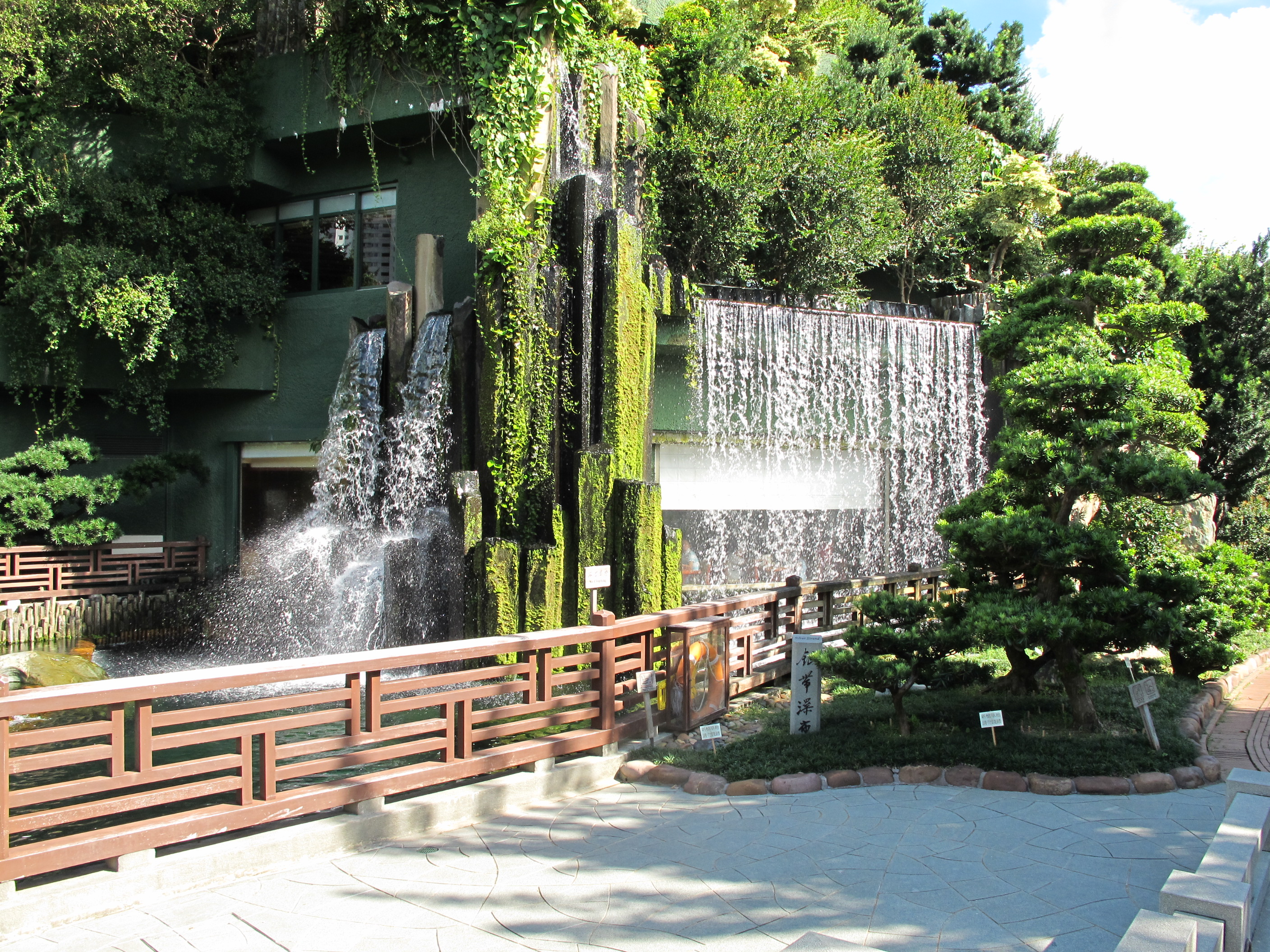
龍門樓及銀帶瀑布

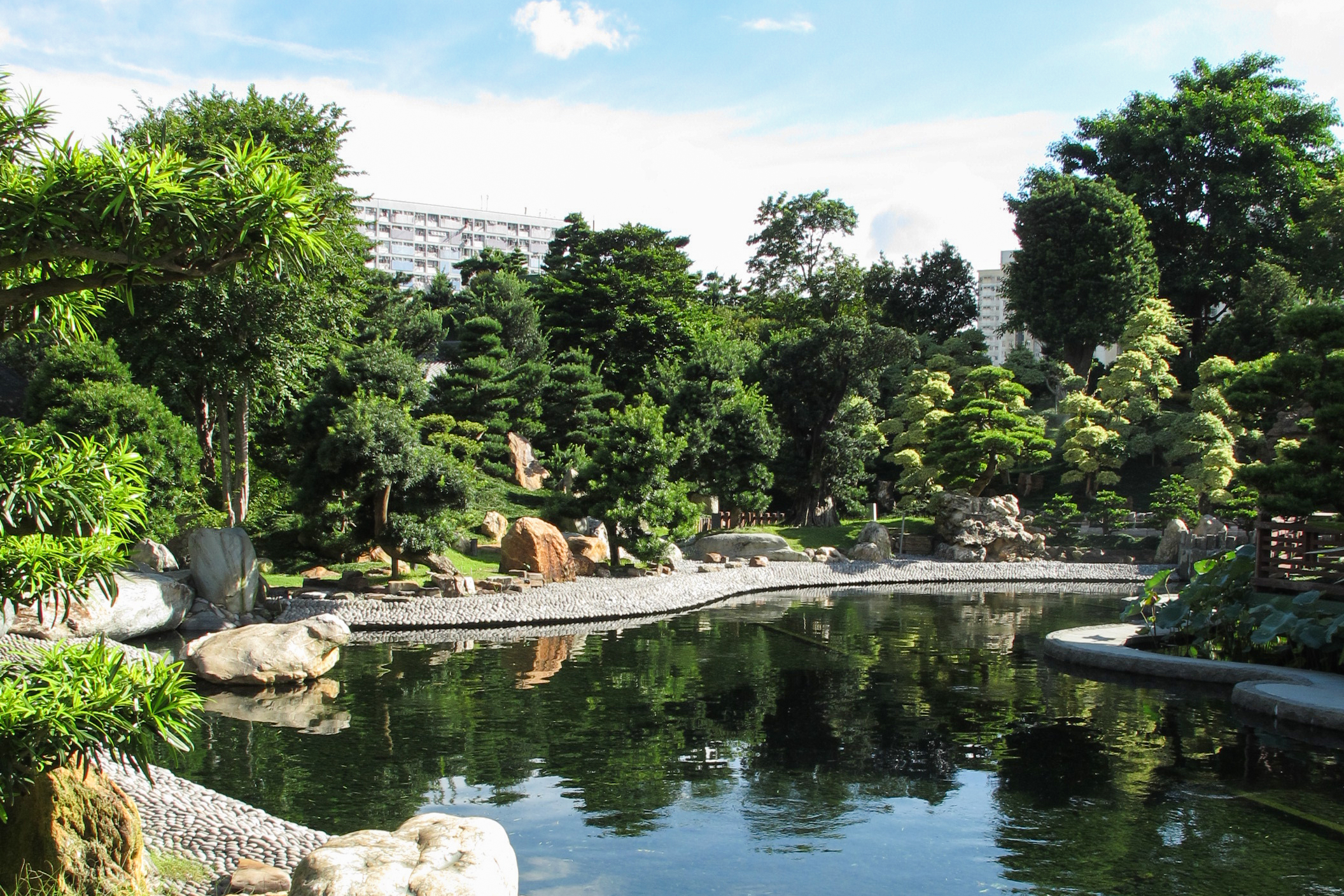
蓮池

南蓮園池以山西省新絳縣，隋唐郡府園林絳守居園池為藍本，並根據唐穆宗長慶三年(公元823年)樊宗師的《絳守居園池記》及學者專家的研究為依據，重新建構唐代園林的藝術特色。南蓮園池的佈局以水為主體，堤谷地貎為骨架，花木柏槐等植物為主題，輔以供游憩的園林建築物，按唐代詩人柳宗元提出的「逸其人、因其地、全其天」的原則，構成以自然風光為主的園林風貌。

## 管理方式
南蓮園池是以「靜態迴遊觀賞」為設計理念的唐式園林，其建築意念是讓遊人靜心觀賞中國傳統造園藝術的意境，遊園規則的定立，目的是使遊人能在安全舒適和有秩序的環境下，悠閒地暢遊全園，享受到城中古園，鬧市尋幽的樂趣。
在香港這片繁華之地，鬧市淨土難得一覓。南蓮園池是康文署轄下其中一個珍貴的靜態觀賞文化園林，為了遠古華夏景觀美學的承先、千載古典園林藝術之啟後，以現代嚴謹的管理方式養護，管理者與遊人共同保育這座中國當化具獨特氣質的唐式山水園林，讓園池得以完整傳承，中華傳統文化得以代代相傳，並成為世界人類文化的遺產。
- 中國木結構建築藝術館
- 水月台
- 蒼塘
- 水車磨坊
- 盆景園
- 石館
- 龍門樓－素菜館、會議廳
- 松茶榭－中式茶館
- 香海軒－多用途場館
- 唐風小築－素菜小食、意藝品小賣店、苗圃
- 子午橋
- 圓滿閣
- 香海軒
- 羅漢山

## 其他設施
- 天文台設立的「黃大仙」自動氣象站

## 外部連結
- 南蓮園池官方網站（页面存档备份，存于）
- 南蓮園池 康樂及文化事務署